# Castell de Malavella
El Castell de Malavella és un edifici del municipi de Caldes de Malavella (Selva) declarada bé cultural d'interès nacional. Està situat als afores del nucli urbà, a uns tres quilòmetres, al costat de l'ermita, també particular, de Sant Maurici. Està construït en una zona elevada, amb grans carreus de pedra basàltica i d'aparell irregular, només queden restes dels murs nord, est i sud. A l'oest només hi ha enderrocs.

## Descripció

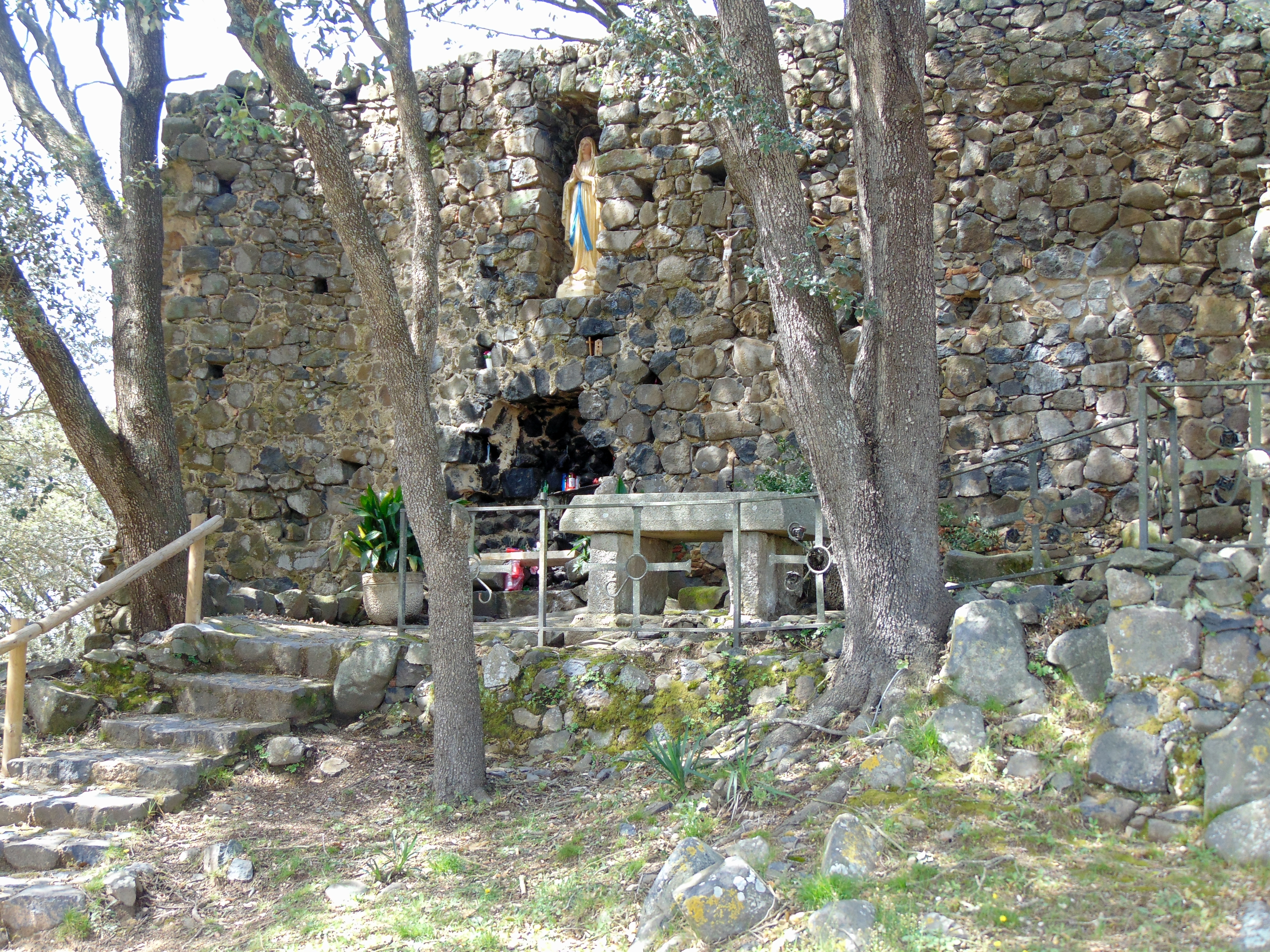
Capella a la Mare de Déu de Lourdes en una paret del castell

Al costat nord, s'hi conserven restes de cases construïdes posteriorment, que van aprofitar el mur nord del castell. S'aprecien bé les obertures d'aquestes cases. A l'angle nord-oest, restes del que havia estat una torre de planta quadrangular. A l'angle nord-est, restes de l'antiga capella del Castell, dedicada a Sant Maurici. A les parets s'aprecien restes de possible pintura mural que hauria cobert els murs de la capella. A langle sud-est, una torre quadrangular d'uns 7 metres d'alçada, encara resta dempeus. Està feta de carreus irregulars disposats horitzontalment. Al mur del costat est potser hi hauria hagut un gran portal. Aquest mur, pel costat exterior, està molt reformat, doncs s'hi ha construït una capella dedicada a la Mare de Déu de Lourdes.

## Història
L'any 1054 surt esmentat un "Castro Vetulo" que en un altre document de 1057 s'anomena "Castro quod dicunt Malavela". El primer document és una escriptura de donació feta per la comtessa Ermessenda (muller del comte Ramon Borrell) a Oldegold i a la seva muller Sabrosa, d'un terreny situat en el comtat de Girona, a la parròquia de Santa Maria i Sant Esteve de Caldes. L'afrontació occidental d'aquest terreny és l'esmentat "Castro Vetulo". El segon document és el jurament pel fet pel senescal Amat Elderic a la comtessa Almodis, muller de Ramon Berenguer I.
Per altra banda, el 1225 trobem documentat el castell de "Malavetula". Ja al segle xiv tenim escrit el nom de la vila de Caldes amb la forma com la coneixem actualment: "Calidis de Malaveglia" (1309). Per aquest temps sabem que va ser un castell feudal. El castell de Malavella sembla que estigué vinculat a al Castell de Llagostera. Almenys des del segle xiii, i des de 1375 fins a la fi de l'antic règim pertangué a la baronia de Llagostera. L'any 1831, el castell pertanyia al duc de Medinaceli, com a Vescomte de Cabrera.